# Les Larmes du crocodile
Les Larmes du crocodile (titre original: Crocodile Tears)  est le huitième roman de la série Alex Rider écrite par Anthony Horowitz. Il a été publié le 12 novembre 2009 au Royaume-Uni puis le 16 juin 2010 en France.